# 高越城
高越城（たかこしじょう）は、備中国荏原荘（岡山県井原市）にあった日本の城。戦国時代には備中伊勢氏の城であった。最近の研究では北条早雲こと伊勢盛時の出生地とされる。
井原市指定史跡。

## 概要

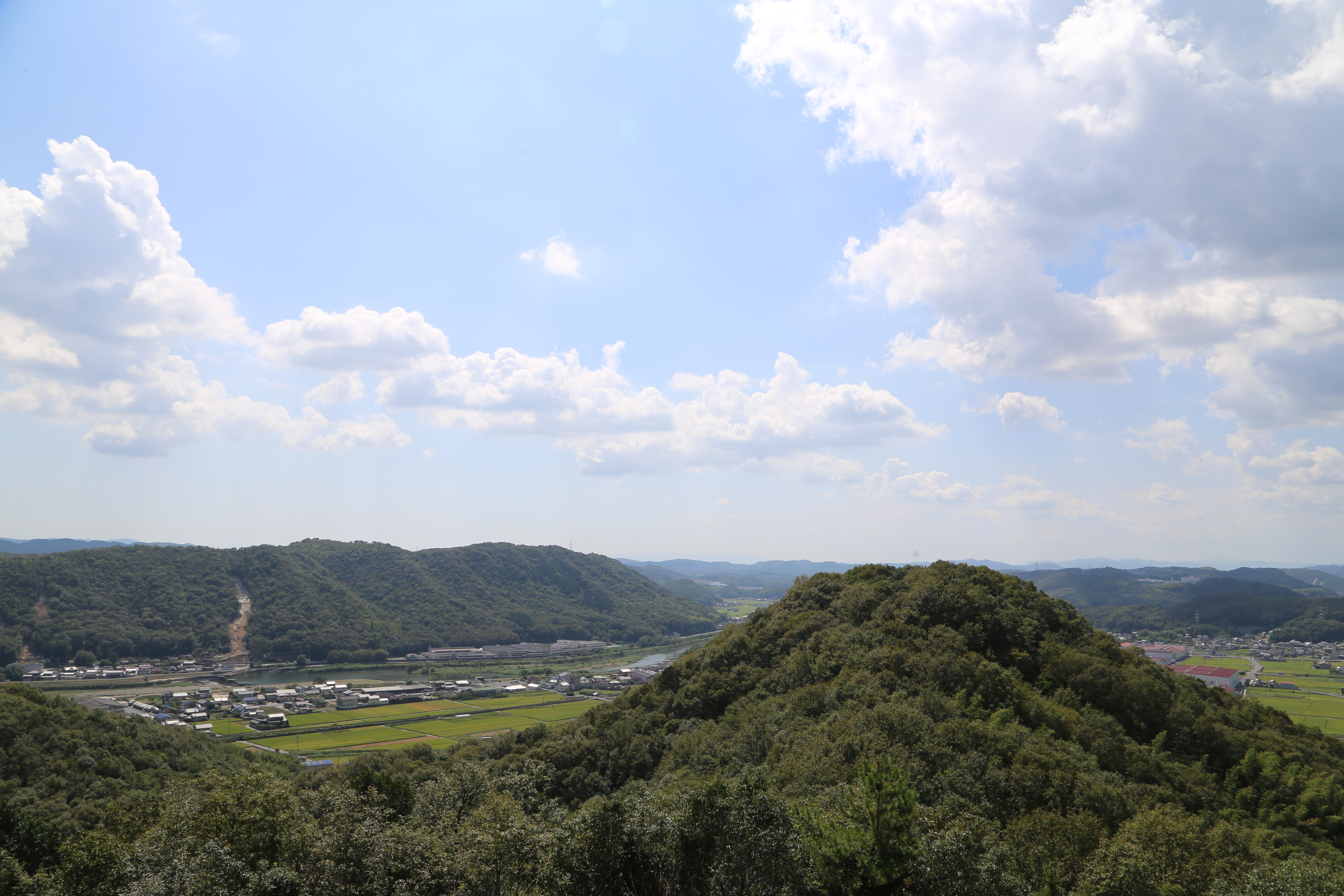
高越城から井原市（荏原荘）を望む、手前の山には出丸があった

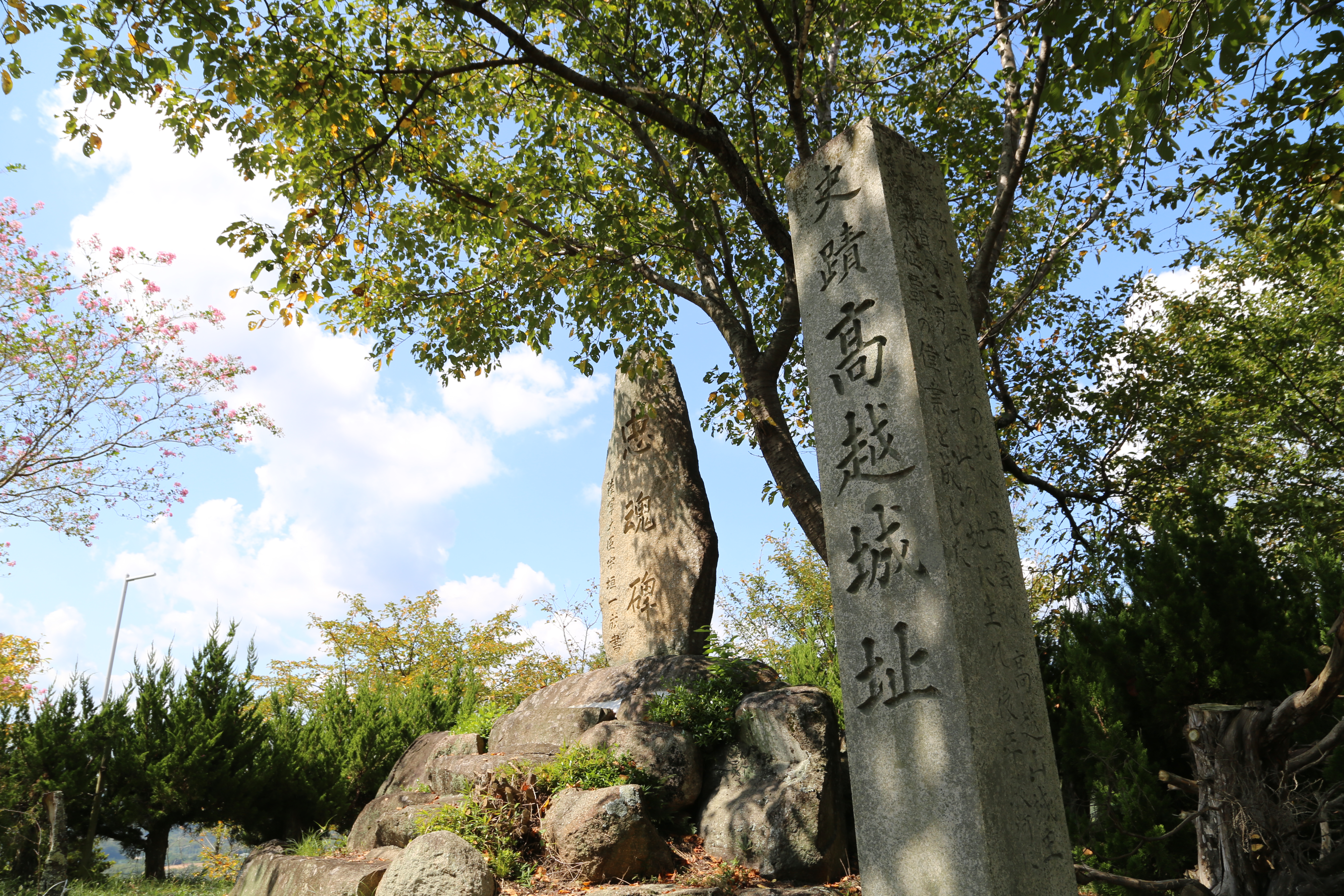
城跡碑と宇垣一成揮毫の忠魂碑

旧山陽道を見下ろす標高172メートルの高越山山頂に築かれた山城で、山頂の主郭を中心に5つ程度の郭を配置し、南側の尾根にも出丸を備え、主郭背部には堀切を設けて防御設備として利用した階郭式の縄張りとなっている。この地は旧山陽道と南側の笠岡の港が合流する要地であった。

## 沿革
弘安4年（1281年）、弘安の役に際して、幕府軍の総大将として九州に出陣した宇都宮貞綱が築いたとされる。その後、備中国荏原郷を得た那須氏の城となる。室町時代になると備中国荏原郷や井原荘、笠岡村等を領した伊勢氏の持城となり、伊勢盛綱の四男である盛定が所領分割で荏原荘を得たため、その居城となった。
盛定は申次衆であり、同じく申次衆で備中伊勢氏惣領であった兄の伊勢盛富とともに京都に在住していた。そのため、所領は嫡男に任せていた（嘉吉3年（1443年）5月12日「伊勢盛経寺領寄進状」）。この嫡男が伊勢盛時・後の北条早雲とされる。
その後の高越城は引き続き備中伊勢氏によって維持されるが、伊勢貞勝の頃に毛利氏に臣従し、高越城は宍戸隆家の持城となった。慶長5年（1600年）の関ヶ原の戦いの後、毛利氏が防長移封となると、高越城も廃城となったと推測される。

## 備中伊勢氏
備中伊勢氏は不明な点が多いが、伊勢盛時＝北条早雲説が定説になるに従い、研究が進んでいる当時の書状や軍忠状等における備中伊勢氏の人物を列挙する。
- 嘉吉3年（1443年）5月12日　伊勢盛経寺領寄進状[注釈 2]
- 享徳元年（1452年）12月吉日　伊勢盛定土地売寄進状[注釈 3]
- 文明3年（1471年）6月2日　伊勢盛時禁制[注釈 4]
- 延徳2年（1490年）4月20日　伊勢盛頼田地売券[注釈 5]
- （年欠）3月4日　伊勢隆資感状[注釈 6]
- 天文17年（1548年）3月25日　伊勢隆資充行状[注釈 7]
- 弘治3年（1557年）9月20日　伊勢盛平・伊勢隆秀寄進状[注釈 8]
- 永禄10年（1567年）12月9日　伊勢盛平寄進状[注釈 9]
- 永禄12年（1569年）10月27日　伊勢盛勝感状写[注釈 10]

多くの人物名が列挙されているが、その多くは系譜上の位置づけは不明である。